# Castelveccana
Castelveccana település Olaszországban, Varese megyében. Lakosainak száma 1853 fő (2023. január 1.). Castelveccana Casalzuigno, Cittiglio, Ghiffa, Laveno-Mombello, Oggebbio, Porto Valtravaglia és Brenta községekkel határos.

## Népesség
A település népességének változása:
| Lakosok száma | 2006 | 1993 | 1853 |
|               | 2017 | 2018 | 2023 |